# Jindřich František II. z Mansfeldu
Kníže Jindřich Pavel František II. z Mansfeldu-Vorderortu, hrabě z Fondi (německy Heinrich Paul Franz von Mansfeld-Vorderort Graf von Fondi, 6. července 1712, Praha – 15. února 1780 tamtéž) byl česko-rakouský šlechtic, 3. kníže z Mansfeld-Vorderortu (1717–1780) a 3. hrabě z Fondi. Byl majitelem panství Dobříš, kde nechal vybudovat zámek, a předposledním mužským potomkem rodu Mansfeldů. Po vymření rodu byly majetky, erby a jména sloučeny v rodové alianci Colloredo-Mansfeld.

## Život

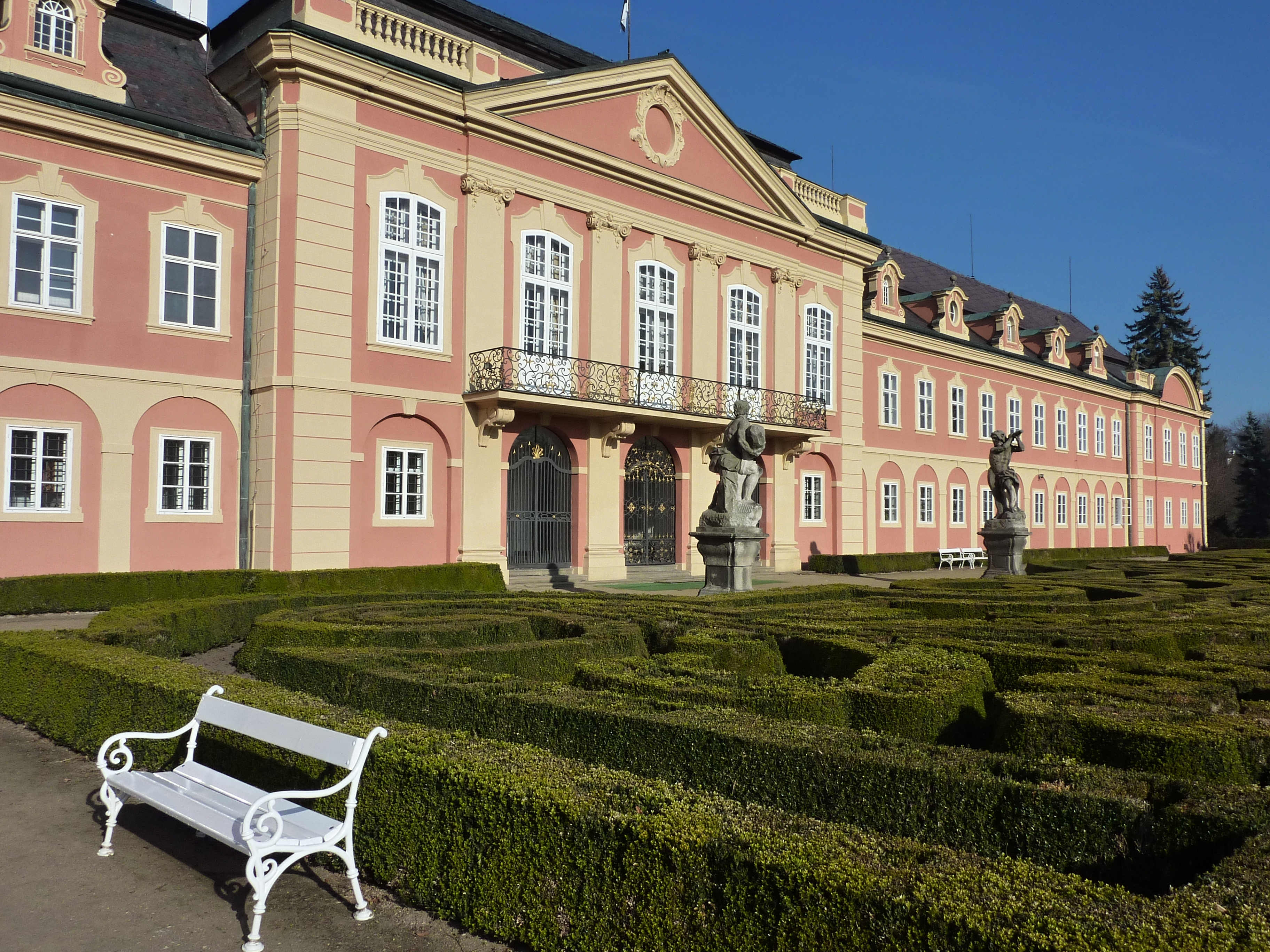
Zámek Dobříš (1745–1765)

Narodil se v Praze jako syn císařského komorníka, knížete Karla Františka hraběte z Mansfeldu (1678–1717), 2. hraběte z Fondi a jeho manželky Marie Eleonory z Mansfeldu (1682–1747), dcery jeho strýce hraběte Jindřicha Františka z Mansfeldu (1640–1715) a hraběnky Marie Luisy d'Aspremont-Nanteville (1652–1692).
Jindřich Pavel se po otcově úmrtí stal dědicem rodového majetku představovaného především panstvím Dobříš. Po dobu jeho nezletilosti zajišťovala poručnickou správu matka Marie Eleonora, která v roce 1721 koupila za 300 000 zlatých panství Horažďovice. Jindřich Pavel absolvoval počátkem třicátých let kavalírskou cestu po Evropě, doložený je jeho pobyt například na univerzitě v Leidenu. Po návratu z cest převzal osobně správu majetku. V roce 1735 koupil palác (dnes známý jako Colloredo-Mansfeldský) v Praze a v letech 1736–1737 jej nechal barokně přestavět (architekt František Ignác Prée).

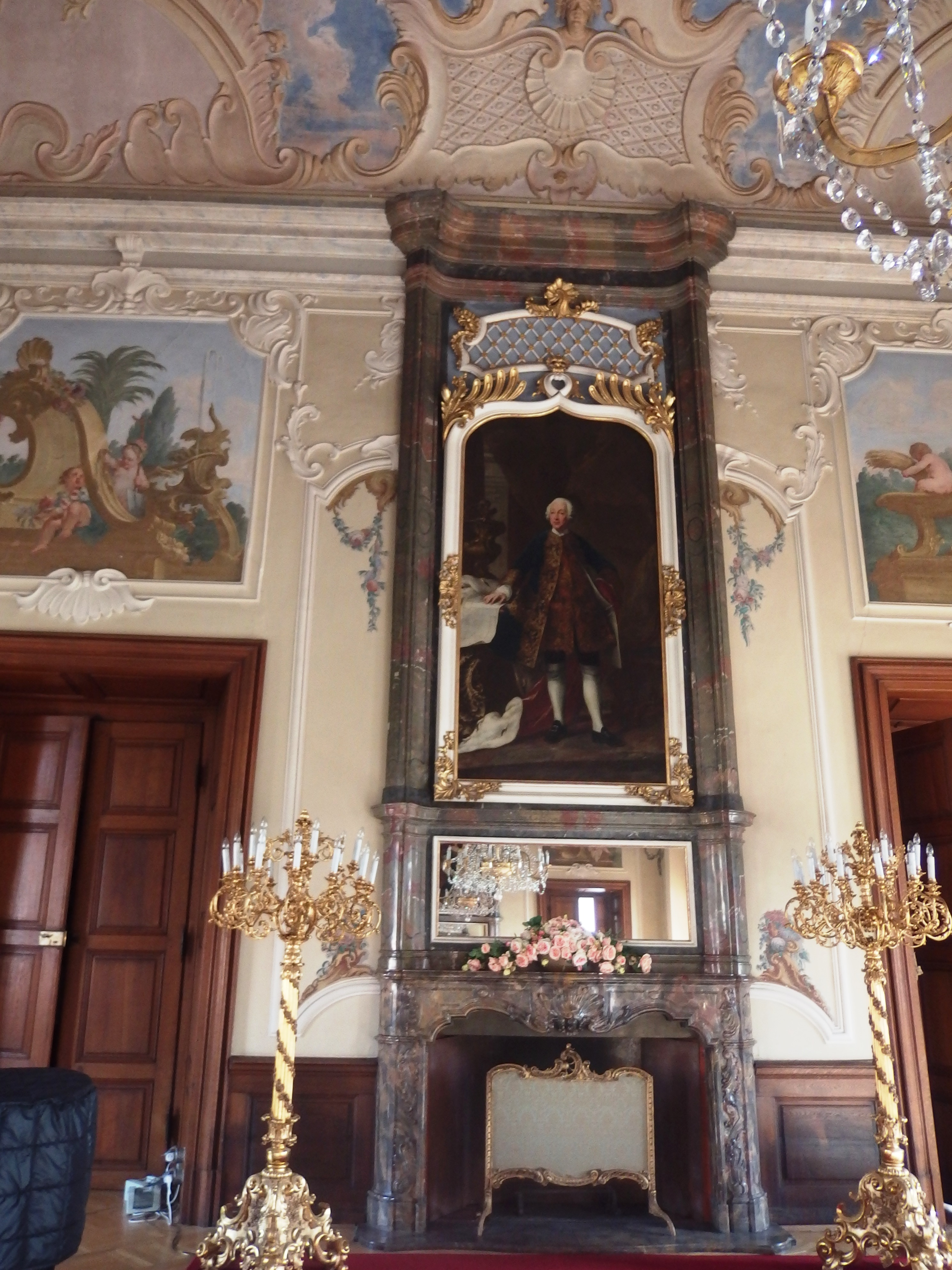
Portrét Jindřicha Pavla z Mansfeldu v Zrcadlovém sále na zámku Dobříš

V letech 1745–1765 nechal radikálně přestavět zámek Dobříš (architekt Robert de Cotte), kde vzniklo ojedinělé rokokové sídlo ve stylu Ludvíka XV. Na budování zámku navázala úprava okolního parku doplněného bohatou sochařskou výzdobou (Ignác František Platzer). Severně od Dobříše byla pro potřeby lovu vybudována rozsáhlá obora Králova stolice o rozloze 2 000 hektarů. Výstavba dobříšského zámku zatěžovala rodinné finance, proto se Jindřich Pavel již v roce 1748 rozhodl prodat panství Horažďovice. První kupce Václav Maria Pötting nesplnil podmínky kupní smlouvy a v roce 1752 převzal horažďovické panství zpět do své správy Mansfeld. K definitivnímu prodeji došlo v roce 1755, kdy Horažďovice koupila kněžna Marie Karolína z Löwenstein-Wertheimu.
Dobříšské panství patřilo k největším šlechtickým majetkům v Čechách. Panství zahrnovalo 77 vesnic a podle soupisu z roku 1773 byla jeho hodnota 1 162 000 zlatých s přiznaným ročním výnosem přes 46 000 zlatých. Výstavbou zámku Dobříš a zvýšenými náklady na reprezentaci se Mansfeld dostával do finančních potíží a zvyšoval útlak poddaných. Na nelidské zacházení s poddanými dobříšského panství upozornil berounský krajský úřad (v důsledku tělesných trestů došlo i k několika úmrtím) a v letech 1768–1770 došlo k vyšetřování. Dobříšský panský správce Svoboda byl na několik let uvězněn, před soud byl postaven i kníže Mansfeld, který musel zaplatit pokutu 2 000 zlatých a na několik let byl zbaven správy majetku. Události na dobříšsém panství vedly k vydání robotního patentu z roku 1771, který upravoval povinnosti poddaných (patent byl ve své době znám jako dobříšský).
Vzhledem k předpokládanému vymření rodu Mansfeldů uzavřel Jindřich Pavel v roce 1775 rodinnou smlouvu s příbuznými Colloredy o sloučení erbů a jmen obou rodů. Rod Mansfeldů vymřel již v roce 1780 Jindřichovým synem Josefem Václavem a rodinná dohoda došla naplnění v roce 1789, kdy byla císařským majestátem povolena rodová aliance Colloredo-Mansfeld.
Kníže Jindřich Pavel František II. z Mansfeldu-Vorderortu zemřel v Praze dne 15. února 1780.
O měsíc a půl později (31. března 1780) zemřel při nehodě kočáru také jeho syn Josef Václav, 4. kníže z Mansfeldu (1780) a tím rod Mansfeldů vymřel.

### Manželství a rodina
Jindřich Pavel byl dvakrát ženat. Poprvé se oženil 4. prosince 1734 s hraběnkou Marií Josefou z Thun-Hohensteinu (9. září 1714 – 17. září 1740), dcerou hraběte Jana Františka Josefa z Thun-Hohensteinu (1686–1720) a jeho manželky, hraběnky Marie Filipiny Josefy z Harrachu (1693–1763). Manželé měli jednoho syna:  
- Josef Václav Jan Nepomuk z Mansfeldu-Vorderortu (12. září 1735–31. března 1780), hrabě z Mansfeld-Vorderortu, 4. kníže z Mansfeldu (1780), hrabě z Fondi, se 9. února 1764 oženil s Elisabeth von Regal (21. února 1742).

Jindřich Pavel František II. z Mansfeldu-Vorderortu se podruhé oženil 9. dubna 1741 v Praze s hraběnkou Marií Josefou Černínovou z Chudenic (19. června 1722–15. ledna 1772, Praha), dcerou hraběte Františka Josefa Černína z Chudenic (1697–1733) a jeho ženy hraběnky Isabely Johany Marie de Merode (1703–1780).  Manželé měli šest dětí:
- Jan Jiří z Mansfeldu-Vorderortu (30. června 1744–1763)
- Anna Marie Isabela Ludmila Johana Adalberta Michaela Františka z Mansfeldu-Vorderortu-Fondi (29. srpna 1750, Praha–21. října 1794, Vídeň), provdaná 6. ledna 1771 za knížete Františka Gundakara I. z Coloredo-Mansfeldu (28. května 1733, Vídeň – 27. října 1807, Vídeň), syna knížete Rudolfa Josefa z Coloreda (1706 – 1788)
- Jindřich Jiří Kašpar z Mansfeldu (* 18. prosince 1752)
- Marie Henrieta z Mansfeldu-Vorderortu (1. listopadu 1754–30. ledna 1780), provdaná 18. ledna 1778 za hraběte Antonína Josefa Leslieho (20. února 1734–22. února 1802)
- Marie Eleonora z Mansfeldu-Vorderortu (11. května 1756–26. února 1815), provdaná 21. listopadu 1775 za hraběte Jana Adolfa II. z Kounic (10. srpna 1750–1826)
- Marie Polyxena z Mansfeldu-Vorderortu (23. září 1757–1775)